# Caron & Guay de Beaupré
Die Caron & Guay de Beaupré (englisch Beaupre Caron & Guay) waren eine kanadische Eishockeymannschaft aus Beaupré, Québec. Das Team spielte von 1999 bis 2001 in der Québec Semi-Pro Hockey League.

## Geschichte
Das Franchise der As de Québec aus der Québec Semi-Pro Hockey League wurde 1999 nach Beaupré umgesiedelt und in Caron & Guay de Beaupré umbenannt. Die Mannschaft, die ihren Namen zur Saison 2000/01 in As de Beaupré änderte, gehörte in der LHSPQ zu den schwächeren Mannschaften und belegte in den beiden einzigen Spielzeiten ihres Bestehens den sechsten bzw. siebten Platz ihrer Division (bei jeweils sieben Mannschaften).
Im Sommer 2001 kehrte die Mannschaft nach Quebec City zurück und spielte fortan wieder unter dem Namen As de Québec.

## Team-Rekorde (Caron & Guay de Beaupré)

### Karriererekorde
Spiele: 38  Sébastien Lefrançois
Tore: 24  Rejean Dufour
Assists: 29  Martin Pouliot
Punkte: 49  Rejean Dufour
Strafminuten: 414  André Falardeau